# Michel Pereira
Michel Fagner Lima Pereira (Tucumã, 6 de outubro de 1993) é um lutador profissional de artes marciais mistas que atualmente compete pelo UFC na categoria do peso-médio

## Início
Michel Pereira nasceu em Tucumã, cidade do interior do Pará a cerca de mil quilômetros da capital Belém. Ele começou a treinar caratê aos 12 anos, e a partir dos 16 anos começou a treinar jiu-jítsu brasileiro, conseguindo a faixa preta nas duas artes marciais.

## Carreira no MMA

### Ultimate Fighting Championship
Michel Pereira fez sua estreia no UFC em 18 de maio de 2019 no UFC Fight Night: dos Anjos vs. Lee contra Danny Roberts. Pereira venceu por nocaute no primeiro round. A vitória lhe rendeu seu primeiro bônus de “Performance da Noite”.
Sua próxima luta veio em 14 de setembro de 2019 no UFC Fight Night: Cowboy vs. Gaethje contra Tristan Connelly. Ele perdeu por decisão unânime. A luta foi premiada com o bônus de “Luta da Noite”. Porém, Pereira não bateu o peso e foi multado em 20% de sua bolsa, assim como não teve direito aos 50.000 dólares do bônus que foi direcionado a Connelly.
Pereira enfrentou Diego Sanchez em 15 de fevereiro de 2020 no UFC Fight Night: Anderson vs. Błachowicz 2. Após dominar completamente o adversário por 3 rounds, Pereira foi desclassificado por desferir uma joelhada ilegal no fim do terceiro round, abrindo um corte na testa do oponente, impossibilitando-o de continuar na luta.

## Cartel no MMA
| Cartel no MMA       |             |             |
| 41 lutas            | 28 vitórias | 11 derrotas |
| Por nocaute         | 10          | 1           |
| Por finalização     | 7           | 1           |
| Por decisão         | 11          | 8           |
| Por desqualificação | 0           | 1           |
| No contest          | 2           | 2           |

| Res.    | Cartel    | Oponente                      | Método                               | Evento                                     | Data       | Round | Tempo | Local                         | Notas |  |
| ------- | --------- | ----------------------------- | ------------------------------------ | ------------------------------------------ | ---------- | ----- | ----- | ----------------------------- | --- |  |
| Vitoria | 28-11 (2) | Santiago Ponzinibbio          | Decisão (dividida)                   | UFC Fight Night: Holm vs. Vieira           | 21/05/2022 | 3     | 5:00  | Las Vegas, Nevada             | Luta da Noite. |  |
| Vitória | 27-11 (2) | André Fialho                  | Decisão (unânime)                    | UFC 270: Ngannou vs. Gane                  | 22/01/2022 | 3     | 5:00  | Anaheim, Califórnia           | |  |
| Vitória | 26-11 (2) | Niko Price                    | Decisão (unânime)                    | UFC 264: Poirier vs. McGregor 3            | 10/07/2021 | 3     | 5:00  | Las Vegas, Nevada             | |  |
| Vitória | 25-11 (2) | Khaos Williams                | Decisão (unânime)                    | UFC Fight Night: Thompson vs. Neal         | 19/12/2020 | 3     | 5:00  | Las Vegas, Nevada             | |  |
| Vitória | 24-11 (2) | Zelim Imadaev                 | Finalização (mata-leão)              | UFC Fight Night: Overeem vs. Sakai         | 05/09/2020 | 3     | 4:39  | Las Vegas, Nevada             | Performance da Noite. |  |
| Derrota | 23-11 (2) | Diego Sanchez                 | Desqualificação (joelhada ilegal)    | UFC Fight Night: Anderson vs. Błachowicz 2 | 15/02/2020 | 3     | 3:09  | Rio Rancho, Novo México       | |  |
| Derrota | 23-10 (2) | Tristan Connelly              | Decisão (unânime)                    | UFC Fight Night: Cowboy vs. Gaethje        | 14/09/2019 | 3     | 5:00  | Vancouver, Colúmbia Britânica | Luta no Peso Casado (172 lbs); Pereira não bateu o peso; Luta da Noite. |  |
| Vitória | 23-9 (2)  | Danny Roberts                 | Nocaute (joelhada voadora e soco)    | UFC Fight Night: dos Anjos vs. Lee         | 18/05/2019 | 1     | 1:47  | Rochester, Nova York          | Estreia no UFC; Retornou aos Meio-Médios; Performance da Noite. |  |
| Vitória | 22-9 (2)  | Dae Sung Kim                  | Nocaute Técnico (joelhadas)          | Road FC 52                                 | 23/02/2019 | 2     | 1:02  | Seul                          | Luta em Peso Aberto. |  |
| Vitória | 21-9 (2)  | Won Jun Choi                  | Nocaute (soco)                       | Road FC 51 XX                              | 15/12/2018 | 1     | 0:41  | Seul                          | Luta em Peso Casado (190lbs). |  |
| Derrota | 20-9 (2)  | Duško Todorović               | Nocaute Técnico (socos)              | SBC 19                                     | 01/12/2018 | 1     | 4:32  | Novi Sad                      | Pelo cinturão Peso Médio do SBC. |  |
| NC      | 20-8 (2)  | Batmunkh Burenzorig           | Sem Resultado                        | HEAT 43                                    | 17/09/2018 | 5     | 1:46  | Aichi                         | Pelo Cinturão Meio-Médio do HEAT; Luta em Peso Casado; Pereira não bateu o peso; Originalmente vitória por finalização (mata-leão) de Pereira mas resultado foi mudado devido a não ter batido o peso. |  |
| Vitória | 20-8 (1)  | Hea Jun Yang                  | Nocaute Técnico (joelhada e socos)   | Road FC 48                                 | 28/07/2018 | 3     | 1:48  | Wonju                         | Estreia nos Médios. |  |
| Vitória | 19-8 (1)  | Ryul Kim                      | Nocaute Técnico (socos)              | HEAT 42                                    | 27/05/2018 | 1     | 5:00  | Aichi                         | Luta em Peso Casado (176lbs). |  |
| NC      | 18-8 (1)  | Carlos Perira                 | Sem Resultado                        | Arena Fight                                | 12/05/2018 | 1     | 3:03  | Redenção, Pará                | Luta em Peso Casado (176lbs); Luta terminou sem resultado após o ringue quebrar. |  |
| Vitória | 18-8      | Laerte Costa                  | Finalização (mata-leão)              | SBC 17                                     | 28/04/2018 | 1     | 4:02  | Odžaci                        | Defendeu o Cinturão Meio-Médio do SBC. |  |
| Vitória | 17-8      | Luka Strezoski                | Decisão (majoritária)                | SBC 15                                     | 8/12/2017  | 5     | 5:00  | Novi Sad                      | Ganhou o Cinturão Meio-Médio do SBC. |  |
| Derrota | 16-8      | Kurbanjiang Tuluosibake       | Decisão (unânime)                    | Kunlun Fight MMA 15                        | 3/10/2017  | 5     | 5:00  | Alashan, Mongólia             | |  |
| Vitória | 16-7      | Renato Gomes                  | Decisão (unânime)                    | Circuito Team Nogueira                     | 16/09/2017 | 5     | 5:00  | Viamão                        | |  |
| Vitória | 15-7      | Cristiano Estela Rios         | Decisão (unânime)                    | Fusion FC 24                               | 21/12/2016 | 5     | 5:00  | Lima                          | |  |
| Derrota | 14-7      | Ismael de Jesus               | Decisão (unânime)                    | Shooto Brasil 67                           | 11/11/2016 | 5     | 5:00  | Rio de Janeiro                | Pelo Cinturão Meio-Médio do Shooto Brasil. |  |
| Vitória | 14-6      | Stanley Barbosa               | Finalização (triângulo de mão)       | Revelation FC 4                            | 13/05/2016 | 1     | 4:56  | Belém                         | |  |
| Derrota | 13-6      | Abubakar Vagaev               | Decisão (unânime)                    | Akhmat Fight Show 18                       | 09/04/2016 | 5     | 5:00  | Grozny                        | |  |
| Derrota | 13-5      | Carlston Harris               | Decisão (unânime)                    | XFC International 12                       | 28/11/2015 | 5     | 5:00  | São Paulo                     | |  |
| Vitória | 13-4      | Cairo Rocha                   | Decisão (unânime)                    | XFC International 9                        | 14/03/2015 | 5     | 5:00  | São Paulo                     | |  |
| Vitória | 12-4      | Geraldo Coelho                | Finalização (guilhotina)             | XFC International 7                        | 01/11/2014 | 1     | 2:40  | São Paulo                     | |  |
| Vitória | 11-4      | Caio Robson Silva             | Nocaute Técnico (desistência)        | Arena Fight 6                              | 31/05/2014 | 1     | 5:00  | Belém                         | |  |
| Derrota | 10-4      | Zozimar de Oliveria Silva Jr. | Finalização (chave de braço)         | Iron Man CF 18                             | 24/05/2014 | 2     | 5:00  | Belém                         | |  |
| Vitória | 10-3      | Alfredo Souza                 | Decisão (unânime)                    | Jungle Fight 65                            | 02/04/2014 | 3     | 5:00  | Bahia                         | |  |
| Vitória | 9-3       | Silmar Nunes                  | Finalização (triângulo)              | TFS 5                                      | 21/12/2013 | 1     | 4:18  | Belém                         | |  |
| Vitória | 8-3       | Jaime Cordoba                 | Decisão (unânime)                    | 300 Sparta 4                               | 10/10/2013 | 3     | 5:00  | Lima                          | |  |
| Vitória | 7-3       | Daziel Serafrim da Silva Jr.  | Decisão (unânime)                    | The Green Fight                            | 28/09/2013 | 3     | 5:00  | Belém                         | |  |
| Vitória | 6-3       | Renato Puente Flores          | Finalização (chave de braço)         | 300 Sparta 3                               | 14/09/2013 | 1     | 5:00  | Lima                          | |  |
| Vitória | 5-3       | Reginaldo Ferreira Alves      | Nocaute Técnico (socos)              | Arena Sport                                | 10/08/2013 | 1     | 4:12  | Belém                         | |  |
| Vitória | 4-3       | Franciney dos Santos Bessa    | Nocaute Técnico (interrupção médica) | Marajo Fight 5                             | 13/07/2013 | 1     | 1:52  | Marajó                        | |  |
| Derrota | 3-3       | Rubenilton Perreira           | Decisão (unânime)                    | MMADF                                      | 06/04/2013 | 3     | 5:00  | Pará                          | |  |
| Derrota | 3-2       | Rubenilton Perreira           | Decisão (unânime)                    | TFS 3                                      | 30/03/2013 | 3     | 5:00  | Belém                         | |  |
| Derrota | 3-1       | Bruno Leandro Soares          | Decisão (unânime)                    | CTF                                        | 12/01/2013 | 3     | 5:00  | Pará                          | |  |
| Vitória | 3-0       | Sivaldo Alves da Silva        | Decisão (unânime)                    | TFS 2                                      | 15/06/2012 | 3     | 5:00  | Belém                         | |  |
| Vitória | 2-0       | Magno Silva                   | Nocaute Técnico (socos)              | TFS 1                                      | 21/01/2012 | 2     | 5:00  | Pará                          | |  |
| Vitória | 1-0       | Edspm Dias                    | Nocaute Técnico (socos)              | DFC                                        | 22/12/2011 | 1     | 3:20  | Pará                          | |  |